# PPM30/PPM35
PPM30/PPM35 brytyjski autobus szynowy skonstruowany do ruchu lokalnego o bardzo małym potoku podróżnych. Przy konstrukcji szynobusu użyto wielu systemów zmniejszających zużycie paliwa oraz odzyskujących energię.

## Różnice pomiędzy PPM30 a PPM35
PPM35 różni się od PPM30 tylko nowocześniejszym (bardziej opływowym) czołem.